# Rhaphidorrhynchium andinum
Rhaphidorrhynchium andinum är en bladmossart som beskrevs av Brotherus 1925. Rhaphidorrhynchium andinum ingår i släktet Rhaphidorrhynchium och familjen Sematophyllaceae. Inga underarter finns listade i Catalogue of Life.